# بيتر بيرسيفال إيلدر
بيتر بيرسيفال إيلدر (بالإنجليزية: Peter Percival Elder)‏ هو مُحرِّر وسياسي أمريكي، ولد في 20 سبتمبر 1823، وتوفي في 19 نوفمبر 1914. حزبياً، نشط في الحزب الجمهوري. وقد انتخب عضو مجلس نواب كنساس.